# La princesa i el pirata
La princesa i el pirata (títol original en anglès: The Princess and the Pirate) és una pel·lícula dels Estats Units dirigida per David Butler estrenada el 1944. Ha estat doblada al català.

## Argument
Mentre fuig d'incògnit en un vaixell de l'home amb qui el seu pare l'obliga a casar-se, l'atractiva princesa Margaret (Virginia Mayo) és segrestada per un grup de pirates al comandament del temible i sanguinari capità Hook (Victor McLaglen), que coneixen la seva identitat i que la volen fer servir per un rescat. Sorprenentment, serà un altre pirata, Sylvester, (Bob Hope) el que aconsegueixi rescatar-la.

## Repartiment
- Bob Hope: Sylvester
- Virginia Mayo: Princesa Margaret
- Walter Brennan: Featherhead
- Walter Slezak: La Roche
- Victor McLaglen: Capità Barrett
- Marc Lawrence: Pedro
- Hugo Haas: El propietari del cafè
- Maude Eburne: Landlady
- Adia Kuznetzoff: Don José Ramon Sebastian Rurales
- Brandon Hurst: M. Pelly
- Tom Kennedy: Alonzo
- Stanley Andrews: Capità de la Mary Ann
- Robert Warwick: El Rei
- Bing Crosby: Aparició

## Premis i nominacions

### Nominacions
- 1945: Oscar a la millor direcció artística per Ernst Fegté i Howard Bristol
- 1945: Oscar a la millor banda sonora per David Rose